# دوري منطقة القاهرة 1936–37
دوري منطقة القاهرة 1936–37 هي النسخة الخامسة عشر من بطولة دوري منطقة القاهرة. لُعبت البطولة بين عامي 1936 و1937، وفاز بها النادي الأهلي؛ ليحقق بذلك لقبه السابع في البطولة.

## جدول الدوري
| م | النادي       | لعب                | فوز                | تعادل              | خسارة              | أهداف له           | أهداف عليه         | نقاط               |
| - | ------------ | ------------------ | ------------------ | ------------------ | ------------------ | ------------------ | ------------------ | ------------------ |
| 1 | الأهلي       | 6                  | 5                  | 0                  | 1                  | 25                 | 7                  | 10                 |
| 2 | الزمالك(أ)   | 6                  | 3                  | 1                  | 2                  | 10                 | 12                 | 7                  |
| 3 | السكة الحديد | 6                  | 2                  | 1                  | 3                  | 11                 | 10                 | 5                  |
| 4 | الترسانة     | 6                  | 1                  | 0                  | 5                  | 2                  | 19                 | 2                  |
| 5 | اتحاد الشرطة | انسحب اتحاد الشرطة | انسحب اتحاد الشرطة | انسحب اتحاد الشرطة | انسحب اتحاد الشرطة | انسحب اتحاد الشرطة | انسحب اتحاد الشرطة | انسحب اتحاد الشرطة |

المصدر:

## هوامش
- «أ» نادي الزمالك كان يُسمى حينها باسم المختلط.